# Никомед II Эпифан
Никомед II Эпифан (умер в 127 году до н. э.) — царь Вифинии в 149—127 годах до н. э., сын Прусия II. Захватил власть, свергнув отца при поддержке пергамского царя Аттала II. Отказался от самостоятельной внешней политики, во время Пергамской войны поддержал Рим против Аристоника. Его наследником стал сын, Никомед III Эвергет.

## Биография
Никомед был старшим сыном царя Вифинии Прусия II от его первого брака с Апамой (сестрой последнего царя Македонии Персея). В 167 году до н. э. отец взял его с собой в Рим и там, по словам Тита Ливия, передал под покровительство сената. Как старший сын царя, Никомед считался наследником престола и пользовался симпатией вифинцев. Однако впоследствии Прусий вступил во второй брак, с дочерью царя фракийского племени кенов Диэгила, и решил завещать власть одному из её сыновей. Это подтолкнуло старшего царевича к мятежу.
По данным Аппиана, Прусий, чтобы избавиться от сына, отправил его в Рим. Позже, «узнав, что он пользуется там расположением», царь поручил Никомеду важную дипломатическую миссию — переговоры с сенатом об уменьшении контрибуции, которую Вифиния должна была выплатить Пергаму. Посол Прусия по имени Мена должен был в случае неудачи этой миссии убить царевича. Переговоры ни к чему не привели, но Мена вместо того, чтобы выполнить царский приказ, склонил Никомеда к открытому выступлению против отца. Никомед провозгласил себя царём, его поддержали двухтысячный отряд Мены и 500 солдат, находившиеся под началом пергамского посла Андроника. Он переправился на Балканы, а затем в Малую Азию, где получил полную поддержку от Аттала Пергамского.
Рим фактически занял выжидательную позицию. Аттал предложил Прусию передать сыну часть царства, но тот ответил грубым отказом, после чего Никомед перешёл в наступление. Не встретив какого-либо сопротивления, он осадил отца в столице — Никомедии. Вскоре защитники города открыли ворота, Прусий укрылся в храме Зевса и там был убит людьми, присланными его сыном. С этого момента Никомед правил всей Вифинией (149 год до н. э.).
Историки констатируют, что Никомед должен был чувствовать себя в качестве царя достаточно неуверенно: он пришёл к власти в результате отцеубийства «вызывающим образом» (по выражению О. Габелко), был слишком многим обязан Пергаму, в его интересах было не вызывать недовольство Рима, всё активнее вникавшего в восточные дела. Поэтому именно при Никомеде Вифиния окончательно превратилась в римскую марионетку. Сохранившиеся источники сообщают только об одном случае участия этого царя в международной политике: он поддержал Рим в Пергамской войне (131—129 годы до н. э.) вместе с другими малоазийскими царями. По итогам войны Вифиния не получила заметных территориальных приращений, хотя Никомед мог претендовать на Фригию.
Ограниченный во внешнеполитических вопросах, Никомед стремился проводить филэллинский курс, поддерживая греческую культуру внутри своего царства и налаживая связи с другими частями эллинистического мира. Известно, что он создал святилище своей матери (по одной из версий, в Афинах), эпиграфические источники указывают на связь этого царя с культом Асклепия на Косе, на существование культа самого Никомеда в Ионии. Никомед стал единственным вифинским правителем, чеканившим, хотя и в небольших количествах, золотые монеты — статеры. Серебряные монеты с его именем найдены в больших количествах далеко за пределами Вифинии, что указывает на высокий уровень экономики этого царства и его важную роль в торговле.
После смерти Никомеда II в 127 году до н. э. царём Вифинии стал его сын Никомед III Эвергет (до 1902 года антиковеды были уверены, что это один и тот же царь).
Пьер Корнель сделал Никомеда героем одноимённой трагедии (1651). В изображении драматурга это идеальная личность, готовая подчинять долгу свои личные интересы. Прусий II видит в сыне опасность для своей власти и поэтому приказывает его арестовать, но жители Никомедии восстают, и Никомед выходит на свободу.